# Valhallapalatset

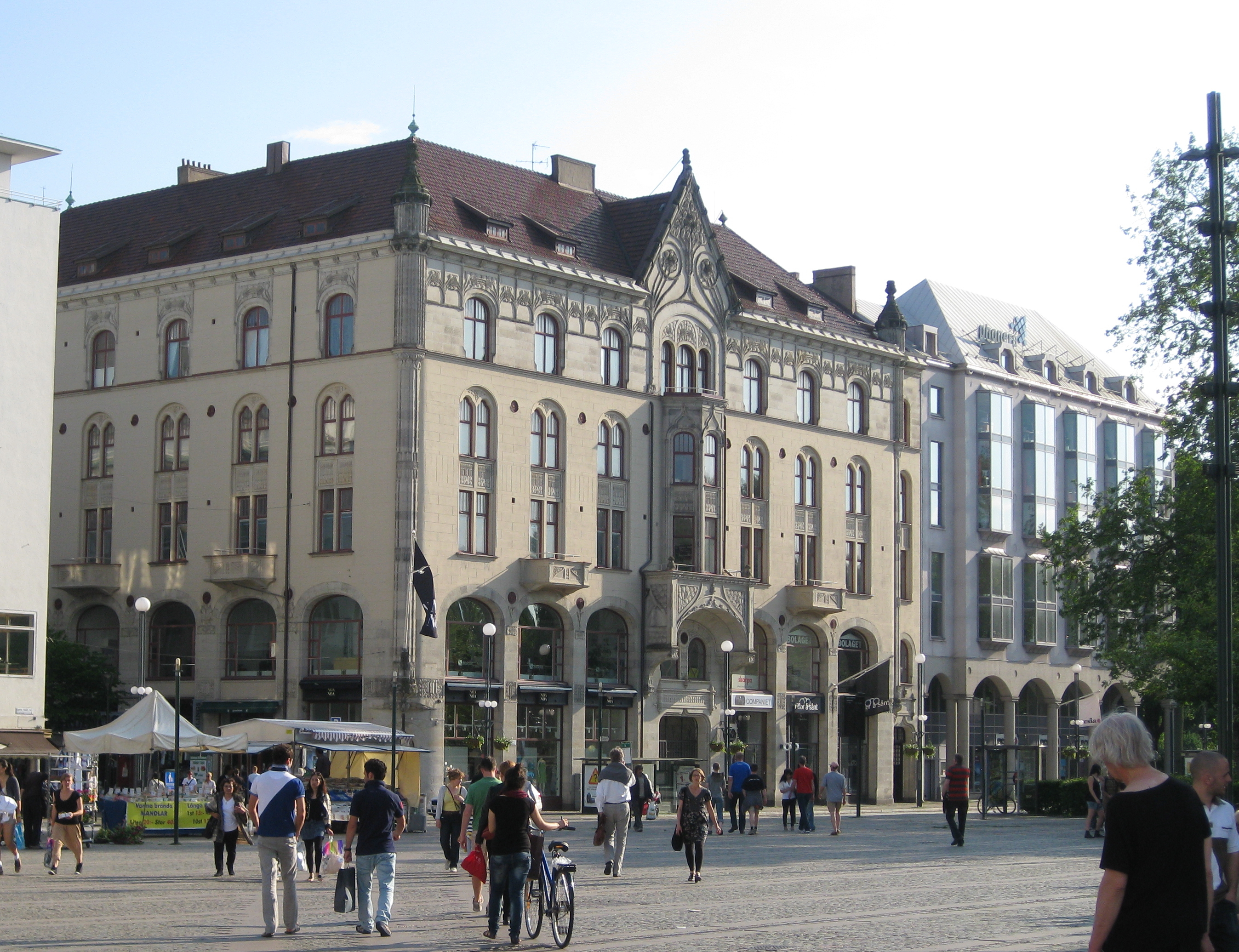
Valhallapalatset

Valhallapalatset är ett byggnadsverk i jugendstil av Alfred Arwidius som ligger vid Gustav Adolfs torg i Malmö. Det är uppfört av byggmästare Christian Lauritz Müller 1901-03 för hattfabrikör Axel Berling. Huset är i familjens ägo.
Det byggdes så att man skulle kunna ha bostad, kontor och fabrik på samma ställe. Svenska stråhattsfabriken låg på gården.
Nordsjö färgs första butik öppnades 1903 i Valhallapalatset.
Apoteket Fläkta Örn hade sina lokaler i bottenplanet från 1908.